# Comuna Broșteni, Vrancea
Broșteni este o comună în județul Vrancea, Muntenia, România, formată din satele Arva, Broșteni (reședința) și Pitulușa.

## Așezare
Comuna se află în centrul județului, pe malurile râului Milcov, satul de reședință aflându-se pe malul opus față de orașul Odobești, iar satele componente — puțin în amonte. Este străbătută de șoseaua națională DN2M, care o leagă spre vest de Mera, Reghiu, Andreiașu de Jos și Nereju, și spre est de Odobești și Focșani (unde se termină în DN2D). La Broșteni, din acest drum se ramifică șoselele județene DJ205C, care duce spre sud-est la Vârteșcoiu și Golești (unde se termină în DN2); și DJ205B, care duce spre sud la Vârteșcoiu, Cârligele, Cotești și Urechești (unde se termină și el tot în DN2).

## Demografie
Componența etnică a comunei Broșteni
     Români (94,97%)
     Alte etnii (5,03%)
Componența confesională a comunei Broșteni
     Ortodocși (94,39%)
     Alte religii (0,21%)
     Necunoscută (5,4%)
Conform recensământului efectuat în 2021, populația comunei Broșteni se ridică la 2.388 de locuitori, în creștere față de recensământul anterior din 2011, când fuseseră înregistrați 2.054 de locuitori. Majoritatea locuitorilor sunt români (94,97%). Din punct de vedere confesional, majoritatea locuitorilor sunt ortodocși (94,39%), iar pentru 5,4% nu se cunoaște apartenența confesională.

## Istorie
La sfârșitul secolului al XIX-lea, comuna făcea parte din plasa Orașul a județului Râmnicu Sărat și era formată din satele Broșteni, Pitulușa, Valea Rea și Vulcăneasa, cu o populație de 1571 de locuitori. În comună funcționau patru biserici și două școli mixte (una la Broșteni și una la Vulcăneasa) având 72 de elevi (dintre care 14 fete).
Anuarul Socec din 1925 consemnează comuna în  plasa Cotești a aceluiași județ, având în compunere aceleași sate și o populație de 1994 de locuitori.
În 1931, comuna Broșteni a fost transferată la județul Putna, iar satul Vulcăneasa a trecut la comuna Mera. Ulterior, și satul Valea Rea a trecut la aceeași comună.
În septembrie 1950, cu noua organizare administrativ-teritorială a țării după model sovietic, comuna a fost inclusă în raionul Focșani din regiunea Putna, apoi, după 1952, după desfiintarea regiunii Putna, din regiunea Bârlad și, după 1952, după desfiintarea regiunii Bârlad, din regiunea Galați.
În februarie 1968, cu ultima organizare administrativ-teritorială, a fost transferată la județul Vrancea și a primit și satul Arva (fost la comuna Mera).

## Politică și administrație
Comuna Broșteni este administrată de un primar și un consiliu local compus din 11 consilieri. Primarul, Emilian-Florin Dumitriu[*], de la Partidul Național Liberal, este în funcție din 2016. Începând cu alegerile locale din 2024, consiliul local are următoarea componență pe partide politice:
|  | Partid                              | Consilieri | Componența Consiliului | Componența Consiliului | Componența Consiliului | Componența Consiliului | Componența Consiliului |
|  | ----------------------------------- | ---------- | ---------------------- | ---------------------- | ---------------------- | ---------------------- | ---------------------- |
|  | Partidul Național Liberal           | 5          |                        |                        |                        |                        |                        |
|  | Partidul Social Democrat            | 4          |                        |                        |                        |                        |                        |
|  | Alianța pentru Unirea Românilor     | 1          |                        |                        |                        |                        |                        |
|  | Partidul Național Conservator Român | 1          |                        |                        |                        |                        |                        |

## Personalități născute aici
- Panaite C. Mazilu (n. 1915), inginer, membru de onoare al Academiei Române.